# Iscadida youngai
Iscadida youngai es una especie de insecto coleóptero de la familia Chrysomelidae.
Fue descrita científicamente en 1983 por Daccordi.